# Samuel Taylor Coleridge
Samuel Taylor Coleridge (21 de octubre de 1772-25 de julio de 1834) fue un poeta, crítico y filósofo inglés, uno de los fundadores, junto con su amigo William Wordsworth, del Romanticismo en Inglaterra y uno de los lakistas. Sus obras más conocidas son, posiblemente, Rime of the Ancient Mariner (Balada del viejo marinero) y Kubla Khan, así como su obra en prosa Biographia Literaria.

## Primeros años y educación
Samuel Taylor Coleridge nació el 21 de octubre de 1772 en la ciudad de Ottery St Mary, Devonshire. Era el más joven de trece hermanos. Su padre, el reverendo John Coleridge, era un vicario muy respetado. Samuel fue constantemente ridiculizado por su hermano mayor, Frank, en parte por celos, ya que sus padres constantemente alababan y favorecían a Samuel. Para escapar de estas injurias, se refugiaba en la biblioteca local, donde descubrió su pasión por la palabra escrita. 
Después de la muerte de su padre en 1781, fue enviado a Christ's Hospital, un internado en Londres, colegio conocido por su desagradable atmósfera y estrictas normas. Allí se hizo amigo de Charles Lamb. A lo largo de su vida, Coleridge idealizó a su padre como una persona inocente y piadosa, mientras que su relación con su madre resultó extremadamente difícil. Su infancia se caracterizó por la constante búsqueda de atención, lo que se relaciona con su personalidad dependiente de adulto. Rara vez podía volver a casa durante los años de colegio, distancia con su familia que resultó muy dañina, desde el punto de vista emocional. Su soledad en el colegio se describe en el poema Frost at Midnight. 
Desde 1791 hasta 1794 Coleridge estudió en el Jesús College de la Universidad de Cambridge. En 1792 obtuvo la Medalla de Oro Browne por una oda que escribió sobre el comercio de esclavos. En noviembre de 1793 abandonó el colegio y se alistó a los dragones reales (unidad militar de caballería pesada), quizá porque había contraído deudas o porque la joven que amaba lo había rechazado; en cualquier caso, sus hermanos consiguieron que lo licenciaran unos meses después (irónicamente por supuesta locura), y fue readmitido en el Jesús College. Dejó Cambridge sin obtener ningún título.

## Pantisocracia y matrimonio
En la universidad, descubrió ideas políticas y teológicas que entonces se consideraban radicales. De su amistad con el poeta Robert Southey nace un drama en verso titulado The fall of Robenspierre (La caída de Robespierre, 1794).[cita requerida]

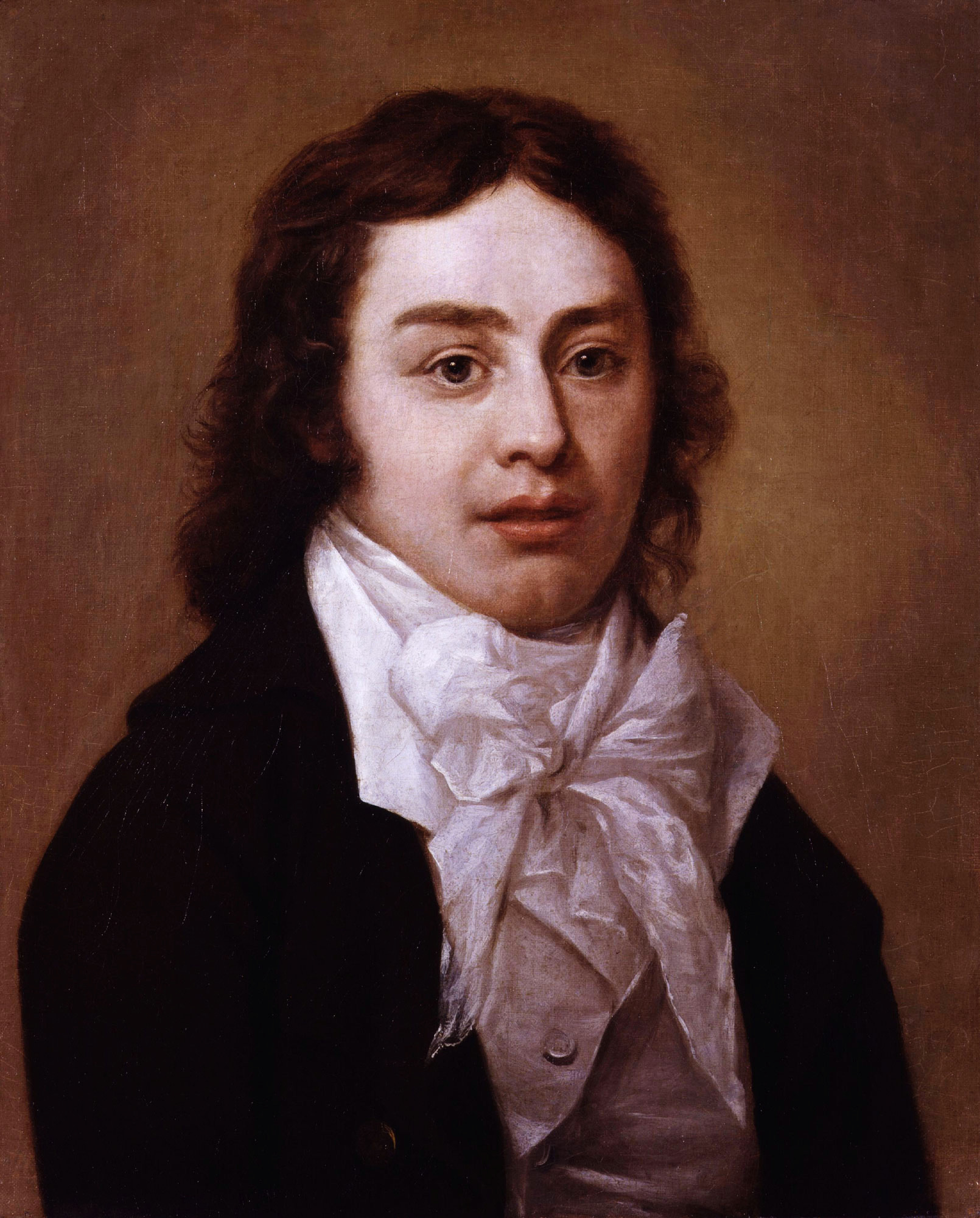
Coleridge, en 1795.

En 1795, abre un curso público sobre la historia de la Revolución francesa, de la que entonces era entusiasta. Coleridge se unió a Southey y al poeta Robert Lovell en un plan, pronto abandonado, de fundar una sociedad utópica de tipo comunista, llamada pantisocracia, en la que todos mandasen por igual, en las tierras salvajes de Pensilvania. Ese mismo año, los dos amigos se casaron con las hermanas Sarah y Edith Fricker, pero el matrimonio de Coleridge no resultó feliz. Llegó a detestar a su mujer, y con el tiempo se divorció de ella. Durante su fallido matrimonio, y después, amó a una mujer llamada Sarah Hutchinson, que no compartió su pasión. Por aquel entonces conoció a Wordsworth y a su hermana Dorothy, haciéndose amigos íntimos.[cita requerida]
Southey se marchó a Portugal, pero Coleridge permaneció en Inglaterra. En 1796, publicó Poems on Various Subjects. Fue en esta época cuando comenzó a usar opio como analgésico. Tanto sus cuadernos de notas, como los de Dorothy Wordsworth, recogen que sufría varias enfermedades, incluyendo dolor de muelas y neuralgia facial. Por aquel entonces, el consumidor de opio no estaba estigmatizado, pero también es cierto que se sabía poco de los aspectos fisiológicos o psicológicos de la adicción.[cita requerida]
Los años 1797 y 1798, durante los cuales los amigos vivieron en Nether Stowey, Somerset, son de los más fructíferos en la vida de Coleridge. Además de la Rima del anciano marinero, compuso el poema simbólico Kubla Khan, escrito, según él mismo dijo, como resultado de un sueño provocado por el opio, en "una especie de ensoñación"; y la primera parte de su poema narrativo Christabel. Durante este período también produjo sus muy loados poemas de "conversación": This Lime-Tree Bower My Prison, Frost at Midnight, y The Nightingale.[cita requerida]
En 1798, Coleridge y Wordsworth publicaron un volumen conjunto de poesía, las Baladas líricas, que marcaría el punto inicial del movimiento romántico inglés. Aunque el productivo Wordsworth contribuyó al volumen con más poemas, la primera versión de Coleridge de la Rima del anciano marinero era el poema más largo y llamó más la atención que ningún otro.[cita requerida]
En el otoño de ese año, Coleridge y Wordsworth marcharon a Alemania. Coleridge se desilusionó completamente al conocer la Revolución francesa, que consideró muy radical; puso entonces su atención en la filosofía alemana, especialmente el idealismo trascendental de Immanuel Kant. Aprendió alemán y llegó a estudiar en la Universidad de Gottingen. Igualmente, se interesó en la crítica literaria del dramaturgo del siglo XVIII, Lessing, y en las obras de Friedrich Schlegel y de Friedrich Schelling. Extrae de los cantos de los Minnesänger y de las leyendas locales los temas de nuevas obras. Al volver a Inglaterra, tradujo al inglés la trilogía dramática Wallenstein, del poeta clásico alemán Friedrich Schiller.[cita requerida]
Coleridge criticaba el gusto literario de sus contemporáneos, temiendo que esa falta de gusto, en el creciente número de personas alfabetizadas, acabara profanando la propia literatura.[cita requerida]
En 1800, regresó a Inglaterra y poco después se asentó con su familia y amigos en Keswick en el Lake District de Cumberland para estar cerca de Grasmere, donde habían ido a vivir Wordsworth y su hermana. Se enamoró de Dorothy Wordsworth, amor nunca correspondido que lo perseguirá el resto de su vida. Pronto se vio acosado por problemas maritales, enfermedades, creciente dependencia del opio, tensiones con Wordsworth y falta de confianza en sus capacidades poéticas, todo lo cual impulsó la composición de Dejection: An Ode y la intensificación de sus estudios filosóficos.[cita requerida]
De 1804 a 1806, Coleridge vivió en Malta y viajó por Sicilia e Italia, con la esperanza de que, al abandonar el húmedo clima de Inglaterra, su salud mejorara y pudiera reducir el consumo de opio. Trabajó en la administración británica de Malta, como secretario del gobernador sir Alexander John Ball. Thomas de Quincey sostiene, en su Recollections of the Lakes and the Lake Poets ("Recuerdos de los lagos y de los poetas del lago"), que fue entonces cuando se hizo profundamente adicto al opio, usando la droga como sustituto del vigor y la creatividad de juventud, ya perdidos; se ha sugerido, no obstante, que esto refleja más bien las experiencias de Quincey, y no las de Coleridge.[cita requerida]
Entre 1808 y 1819, este "gigante entre enanos", como a menudo fue denominado por sus contemporáneos, dio una serie de conferencias en Londres y Bristol; las dedicadas a Shakespeare renovaron el interés en el dramaturgo como modelo para escritores contemporáneos.[cita requerida]
En 1816, empeoró su adicción, sufría depresión y se encontraba distanciado de su familia; por todo ello, estableció su residencia en el hogar del médico James Gillman, en Highgate, Londres. Ese año publicó Christabel y Kubla Khan, que lo hicieron famoso.[cita requerida]
En casa del doctor Gillman acabó su mayor obra en prosa, la Biographia Literaria (1817), un volumen compuesto por veinticinco capítulos de notas autobiográficas y disertaciones sobre diversos temas, incluyendo algunos de teoría literaria y crítica. Destaca su definición sobre la naturaleza de la poesía y la imaginación: hizo una famosa distinción entre la imaginación primaria y la secundaria, por un lado, y la fantasía, por el otro. Publicó otros escritos mientras vivía en casa de Gillman, y pueden destacarse Sibylline Leaves (1817), Aids to Reflection (1825), y Church and State (1830). Murió de un infarto en Highgate el 25 de julio de 1834.[cita requerida]

## Obras

### Poesía
- Lyrical Ballads (1798)

Contiene la mejor expresión de su fuerza poética. Contribuyó con los típicos poemas de conversación o poesía de meditación, como El ruiseñor. 
Coleridge difiere de Wordsworth. Mientras Wordsworth se inspira en las cosas sencillas de la vida cotidiana ("everyday life"), Coleridge recurre al pasado como un tiempo misterioso y fantástico, proyectando al lector hacia el fantástico mundo de la "imaginación". Wordsworth pretende entretener al lector con una escritura "simple", natural; frente a ello, Coleridge se dirige a él para transportarlo al misterioso y mágico mundo de lo "sobrenatural". 

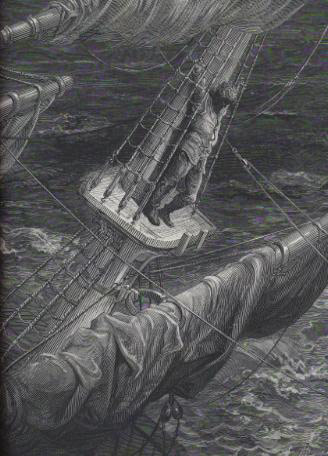
Ilustración de la Rima del anciano marinero, por Gustave Doré.

Su contribución más famosa es la Rima del anciano marinero. Algunos han pretendido encontrar en “El viejo marinero” una moral, y para quienes crean que tiene esta finalidad, Coleridge añade una moraleja al final de la narración, pero el poema es en sí mismo similar a un cuento árabe, en donde todo se mueve siguiendo una secuencia fantástica e inesperada (Ifor Evans).
Incluso aquellos que no la han leído, están influidos por ella, pues dio ciertas frases proverbiales al idioma inglés, como la metáfora del albatros alrededor del cuello para señalar algo que dificulta o entorpece el trabajo; la cita de "water, water everywhere, but not a drop to drink / agua, agua por todas partes, pero ni una gota para beber", o la expresión "a sadder but wiser man / un hombre más triste pero más sabio".
- Kubla Khan, or, A Vision in a Dream, A Fragment (1816)

Lo había comenzado en 1798. El nombre del poema proviene del antiguo kan mongol, Kublai Kan. 
Aparentemente, se lo inspiró un sueño inducido por el opio. La historia se ambienta en un oriente antiguo y lleno de ritos mágicos. La fuerza expresiva de Coleridge se explica en la férvida imaginación descriptiva y en el ritmo casi musical, que da a la composición. Recurre a imágenes extrañas, oníricas. 
- Christabel (1816)

Como Kubla Khan, este pequeño poema está inconcluso. Es un cuento fantástico. Destaca por su ritmo y lenguaje musicales y su aire de cuento gótico, algo bastante frecuente en el Romanticismo.
- Conversation poems.

Su trabajo más influyente fueron los "conversation poems" (poemas de conversación o de meditación), más cortos. El tono de estos poemas oscila entre los tranquilos This Lime-Tree Bower My Prison y Frost at Midnight a los muy emotivos Dejection y The Pains of Sleep. Este modelo fue inmediatamente adoptado por Wordsworth, quien los usó en varias de sus obras. A través de Wordsworth, estos poemas de conversación se hicieron una forma común para la expresión poética inglesa, y quizá la más adoptada por los poetas modernos.

### Otros géneros
- Biographia Literaria

Esta obra confirma su capacidad de análisis y crítica filosófica, política y teológica. Elabora una serie de teorías, que deseaba incluir en un proyecto filosófico más amplio y complejo, que nunca llegó a escribir. 
Los méritos prosísticos de Coleridge radican en que, por un lado, proporcionó a la crítica literaria “una interpretación más profunda y más filosófica” y, por otro por concebir para ella “un vocabulario más útil y revelador”.
Escribió, además, diversas obras en prosa y piezas teatrales.

### Juicio crítico
El Dictionnaire Bouillet au XIXe siècle afirma que el mérito de Coleridge como poeta radica en haberse alzado contra los lugares comunes y la literatura artificial de su tiempo, haber consultado la naturaleza, y llamado la atención sobre la Edad Media. 
Señala Ifor Evans que “La estimación en que se había tenido su obra cambió por completo cuando a Kathleen Coburn, y en una fecha tan próxima a nosotros como 1957, se le permitió publicar sus cuadernos. Estos muestran a un Coleridge convertido en uno de los hombres más cultos y laboriosos de su siglo”. Hasta entonces se le juzgaba solo por tres poemas, “El viejo marinero”, “Kubla Khan” y “Christabel”; la edición definitiva de sus cuadernos y cartas confirman su laboriosidad y la altura de sus conocimientos y capacidad de reflexión.

## Familia

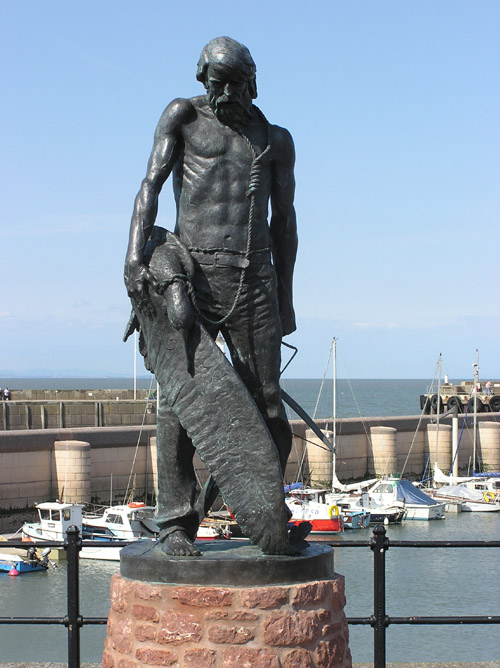
Una escultura del anciano marinero en Watchet Harbour, Somerset, Inglaterra, 2003, esculpida por Alan B Herriot.

Coleridge fue padre de Hartley Coleridge, de Sara Coleridge y de Derwent Coleridge, y abuelo de Herbert Coleridge, de Ernest Hartley Coleridge y de Christabel Coleridge. Fue tío de John Duke, primer Barón de Coleridge. La poetisa Mary Coleridge era familiar suyo, aunque no descendía de él. Su sobrino Henry Nelson Coleridge, editor de su trabajo, se casó con Sara.[cita requerida]

### Fuente parcial
- De en:Samuel Taylor Coleridge: "The Poems of Samuel Taylor Coleridge" (Introduction) Oxford University Press, 1912
- De fr:Samuel Taylor Coleridge: «Samuel Taylor Coleridge », por Marie-Nicolas Bouillet y Alexis Chassang (dir.), Dictionnaire universel d'histoire et de géographie, 1878
- Ifor Evans, Breve historia de la literatura inglesa, Ed. Ariel, Barcelona, 1985. ISBN 84-344-8383-1

### Ediciones de sus obras
- La canción del viejo marinero, [Traducción de Otto de Greiff; Edición: Ilse de Greiff]. Bogotá: El Áncora Editores, 1998. ISBN 958-36-0044-X
- La balada del Viejo marinero, Círculo de Lectores, 2003. ISBN 84-226-9675-4
- Espíritus que habitan el arte, Ellago Ediciones, 2002. ISBN 84-95881-05-5
- Cuentos de almas en pena y corazones encogidos, Prensa Universitaria (Palma de Mallorca), 1992. ISBN 84-86876-62-1
- (Con Wordsworth, W.), Baladas líricas, Ediciones Cátedra, 1990. ISBN 84-376-0921-6
- Cervantes, José Esteban, Editor, 1986. ISBN 84-85869-50-8

### Películas
- Pandaemonium (2000), película dirigida por Julien Temple, narra la amistad entre Wordsworth y Coleridge. No es realmente histórico.